# Паскуаль Ортонеда

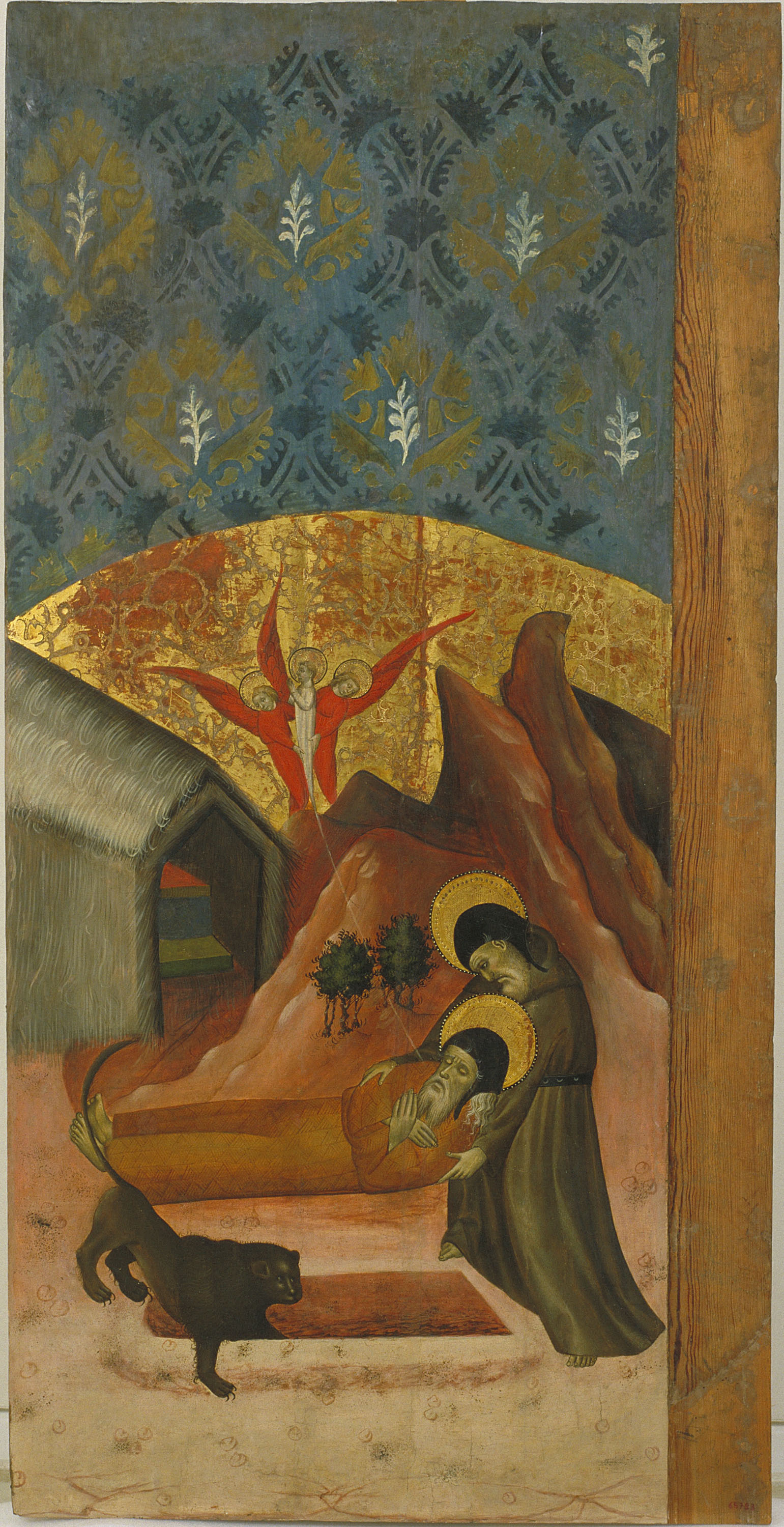
Святий Антоній Абат, який ховає святого Петра Пустельника, темпера на панелі, 151 х 76,6 см, Барселона, Національний художній музей Каталонії.

Паскуаль Ортонеда (кат. Pasqual Ortoneda) або Паскуаль де Ортонеда (працював близько 1423–1443 років) — арагонський художник, брат художника Матеу Ортонеди та батько художника Берната Ортонеди. Вважається, що він написав вівтарний образ для церкви в містечку Апієс (нині район міста Уеска), а також інший вівтарний образ Сан-Мікеля для братів менших з Уески.
У 1443 році він написав вівтарний образ для міського будинку Сарагоси, який збудовано Пере Йоханом.